# Войцехівська Галина Анатоліївна
Галина Анатоліївна Войцехівська (нар. 4 травня 1956, Стадниця) — директор Державної бібліотеки ім. В. Заболотного. Дійсний член Академії будівництва України, член-кореспондент Української Академії Архітектури. Головний редактор та автор низки бібліотечних серій: «Видатні зодчі Україна», «Видатні будівельники Україна», «Особистість».

## Життєпис
Галина Анатоліївна Войцехівська народилася 4 травня 1956 р. у Стадниці.
У 1980 р. закінчила бібліотечний факультет Київського інституту культури і мистецтв.
З 1980 року працює в науково-технічній бібліотеці Держбуду України (нині Державна наукова архітектурно-будівельна бібліотека імені В. Г. Заболотного) на посаді старшого бібліотекаря. З 1981 року стала завідувачкою відділу обслуговування.
З 1991 року стала директором бібліотеки. У 2008 році розробила проект «Історія малих міст України».
З 2003 року організувала щорічний захід — Заболотнівські читання «Архітектурна і будівельна книга в Україні». З 1999 року створила бібліотечний клуб «Національні святині».

## Публікації
Автор більше 80-і публікацій з бібліотечної тематики. Серед них:
- Йосип Юлійович Каракіс: Бібліографічний покажчик / Ред. Г. А. Войцехівська, С. С. Артамонова, О. М. Піхур, А. О. Луковська. — Київ: Укрархбудінформ, 2002. — 52 с. — (Видатні зодчі України).

## Відзнаки та нагороди
- Почесна грамота Кабінету Міністрів України (2004) в колективі бібліотеки;
- Почесна грамота Кабінету Міністрів України (2005);
- Заслужений працівник культури України (2012)[1].
- Відзнака Президента України — ювілейна медаль «25 років незалежності України» (2016).[2]